# 科勒
科勒（法語：Coole，法語發音：[kɔl]）是法国马恩省的一个市镇，属于香槟沙隆区。

## 地理
科勒（48°44'28"N, 4°23'33"E）面积29.92 平方千米，位于法国大東部大區马恩省，该省份为法国东北部内陆省份，北起阿登省，西北接埃纳省，西南接塞纳-马恩省，南至奥布省，东南接上马恩省，东临默兹省。
与科勒接壤的市镇（或旧市镇、城区）包括：福-韦西尼厄勒、香槟地区迈松、普兰日、松皮、苏代。

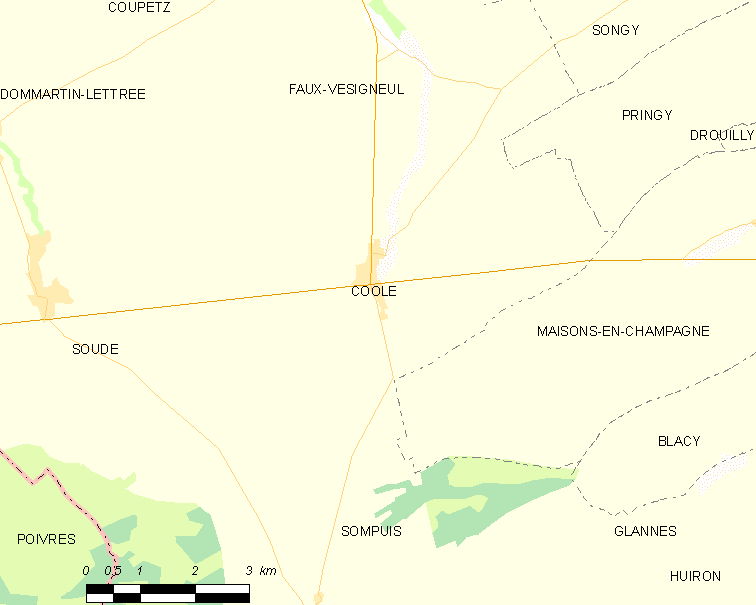
科勒的OSM定位图

科勒的时区为UTC+01:00、UTC+02:00（夏令时）。

## 行政
科勒的邮政编码为51320，INSEE市镇编码为51167。

## 政治
科勒所属的省级选区为维特里勒弗朗索瓦-香槟-代尔县。

## 人口

1962-2008年间科勒人口变化图示

科勒于2022年1月1日时的人口数量为156人。